# モビルス
モビルス株式会社（英: Mobilus Corporation）は、東京都港区に本社を置くコミュニケーションプラットフォームの提供などを行っている企業。
同社SaaS製品は、金融、メーカー、運輸、情報通信、自治体など様々な業種、業態で導入され、3年連続でチャットボット市場シェア１位。
NTT西日本グループのNTTネオメイトが提供するNTTグループ公式のビジネスチャットサービスであるElganaに、モビルスが開発したチャットサーバーを提供。
2021年9月2日、東京証券取引所 グロース（旧 東京証券取引所マザーズ）に上場。
2022年10月24日、品川区から港区に本社を移転した。
2024年3月7日、テクマトリックスの持分法適用関連会社に。